# Stratego

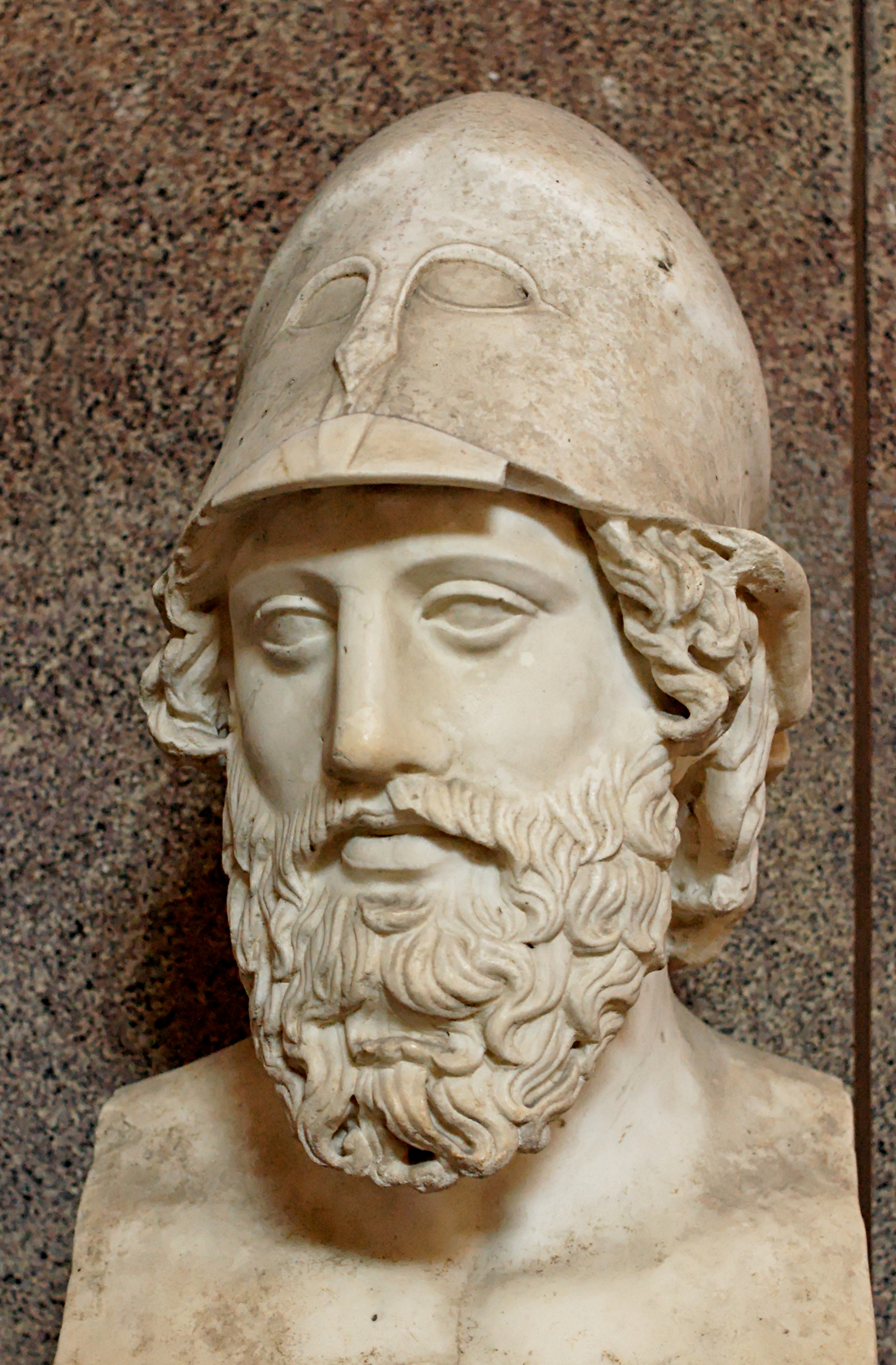
Uno strategós greco

Il termine stratego (o stratega, letteralmente "guida dell'esercito"; dal greco antico: στρατηγός?, stratēgós è una parola composta da στρατιᾱ, stratià, "esercito" e ἄγω, ágō, "condurre") si riferisce a un'alta carica delle gerarchie militari dell'antica Grecia, dei regni ellenistici e infine dell'Impero bizantino, corrispondente all'odierno capo militare o generale.

## Descrizione
La figura dello stratego era presente ad Atene già dal 501/500 a.C., con la costituzione clistenica. Da quell'anno, ogni anno, infatti i cittadini ateniesi elessero dieci generali, uno per ognuna delle dieci tribù create con l'instaurazione del regime democratico. Originariamente i dieci generali collaboravano col polemarco, cioè il comandante supremo delle forze armate, uno degli arconti o magistrati, che però ben presto perse ogni potere effettivo militare.
Stratego significa letteralmente "comandante dell'esercito", ma sotto pressioni di Temistocle gli strateghi assunsero il controllo anche della marina. I dieci generali erano sul medesimo piano gerarchico: ciò è testimoniato dal fatto che essi nella battaglia di Maratona scelsero per votazione il miglior piano di battaglia senza alcuna imposizione. Ciò non significa però che ogni generale avesse dei particolari ambiti di responsabilità. A volte furono eletti in via onoraria alla carica di strateghi alcuni cittadini illustri come Sofocle.
Nel caso in cui uno degli strateghi fosse licenziato o morisse, veniva eletto un sostituto che lo rimpiazzasse per la restante parte dell'anno. Le elezioni avvenivano mediante archeresie, ma in questo caso era esclusa la modalità del sorteggio.
I dieci generali erano scelti tra il centinaio o quasi di ufficiali dell'esercito, che erano eletti, e tra questi essi erano i più in vista. Durante la democrazia ci fu la tendenza a selezionare gli ufficiali tra il popolo, ma i generali dovevano possedere sia esperienza in guerra sia esperienza nei rapporti diplomatici, compito che era solitamente riservato agli appartenenti alla classe aristocratica.
È probabile che in linea teorica la carica di generale non fosse preclusa ad alcun cittadino ateniese, ma nella realtà essa era riservata agli appartenenti all'alta società. La carica di generale era estremamente remunerativa: infatti, anche se essi venivano pagati solo in periodo di guerra, era consuetudine che essi ricevessero una parte del bottino di guerra e che in tempo di pace le ambascerie delle altre città facessero loro sontuosi regali.
Durante il V secolo a.C. la carica di strategos ebbe una forte connessione con il comando supremo dello Stato. Molti strateghi influenzarono molto le scelte politiche della città, facendo pesare in modo considerevole il loro potere, pur senza avere le basi giuridiche per farlo. Formalmente durante le assemblee essi esprimevano la loro opinione di privati cittadini. L'esempio più lampante e famoso è quello di Pericle che dal 443 al 430 a.C. tenne strettamente in pugno le redini del governo di Atene, ricoprendo più volte la carica di stratego. Secondo Tucidide la sua influenza fu così grande che in realtà ad Atene si era instaurato un regime monarchico. È da notare che Pericle poteva, però, essere esautorato dal suo incarico semplicemente con il voto dell'assemblea cittadina: nel 430 a.C. fu temporaneamente sospeso dalla carica e processato.
Nella Grecia classica, nel tardo V secolo a.C., i generali dotati di poteri assoluti in tempo di guerra assumevano il titolo di stratēgos autokratōr. Nell'Atena classica gli stratēgoi autokratores erano in genere svincolati dall'approvazione dell'Assemblea nelle loro decisioni diplomatiche e militari, ciò anche per motivi di praticità, dal momento che spesso si trovavano a operare lontano dalla madrepatria. Tuttavia erano comunque tenuti a rendere conto del loro operato al ritorno. Simili consuetudini erano comuni a numerosi altri Stati greci, tra questi Siracusa, dove la carica di autokratōr servì come mezzo per raggiungere il potere a numerosi tiranni. Gli stratēgoi autokratores erano anche nominati collegialmente dalle leghe di città-Stato per guidare le loro armate coalizzate: Filippo II fu nominato hēgemōn e stratēgos autokratōr degli Stati greci del sud dalla Lega di Corinto, una posizione che avrebbe occupato anche il figlio Alessandro.
Dopo la vittoria nella battaglia delle Arginuse (406 a.C.), tutti gli otto strateghi in comando nella battaglia furono processati e condannati a morte per non essere riusciti a recuperare i sopravvissuti. Non tutti tornarono in patria non accettando di sottostare alla decisione.
Durante il IV secolo a.C. non vi fu più un legame così stretto tra il potere politico e quello militare. Ciò fu conseguenza della mutata situazione di Atene e della Grecia, che produsse difficoltà sia nella gestione della politica militare, sia nell'amministrazione politica ed economica della città stessa. In questo periodo Atene ricorse frequentemente a milizie mercenarie e i comandanti di queste potevano essere eletti al grado di generale e avere anche potere civile. Con la perdita del suo impero, le finanze di Atene erano meno solide e una schiera di nuovi politici diventò preminente; questi, assieme ad abili oratori, strapparono ai generali il loro ruolo politico. Dal IV secolo molti generali furono eletti dal popolo senza che fossero legati a una delle dieci tribù originarie.
I generali erano frequentemente sottoposti a indagini e processi per il loro operato. Le pene andavano dalla pena capitale al bando.
Le pene potevano essere veramente enormi, è stato riportato che potevano portare alla confisca di tutti i beni anche dei più ricchi cittadini ateniesi.
Sono stati riportati solo pochi casi di esecuzioni sommarie decise d'autorità dai generali durante le campagne; normalmente i generali, prima di eseguire sentenze nei confronti dei soldati che avevano compiuto gravi trasgressioni, portavano questi ultimi davanti a ciò che noi ora chiameremmo corte marziale. I generali stessi erano sottoposti a inchieste sul loro operato l'anno seguente al termine del loro mandato. Queste inchieste potevano portare a processi pubblici nei quali venivano ascoltati anche coloro che avevano combattuto sotto il comando del generale sotto giudizio. In questa situazione i metodi brutali per mantenere la disciplina ben difficilmente avrebbero potuto prosperare.

## Periodo ellenistico-romano
Filippo II di Macedonia venne eletto strategos autokrator (comandante in capo con pieni poteri) della Lega di Corinto. Il generale macedone Parmenione ostentava il titolo di strategos dell'esercito macedone.
Nella Lega achea lo stratego, suprema autorità politica e militare, veniva eletto di volta in volta dall'assemblea e aveva un mandato annuale e rinnovabile ma che non poteva essere immediatamente successivo a un altro stesso incarico. Dal 190 a.C. in poi fu deciso di eliminare il vincolo sulla consecuzione dei mandati, consentendo a Filopemene di ottenere cinque incarichi senza interruzioni dal 191 al 186 a.C.: complessivamente Filopomene ricoprì la carica di stratego per otto volte, superato dal solo Arato, che ottenne l'incarico per ben sedici volte. Oltre ad Arato e Filopemene, gli altri strateghi che vennero eletti per più di una volta furono Arcone con sei mandati, Timosseno con quattro, Lidiada, Aristeno e Dieo di Megalopoli con tre e Cicliada di Fara e Licorta di Megalopoli con due.
Durante la Repubblica romana e il Principato, gli storici greci si riferivano spesso con il termine "stratego" alla carica romana politico-militare di pretore. 
Nei regni ellenistici dei diadochi, specialmente nell'Egitto tolemaico "stratego" indicava la carica governativa dei nòmi, i distretti in cui era suddiviso l'antico Egitto. In Egitto, all'inizio del II secolo a.C., venne creata la carica e il títolo di "epistratego" (ἐπιστράτηγος, "generale superiore"), che sopravvisse fino all'epoca romana. Gli epistrateghi erano due (uno per il basso Egitto, ad eccezione di Alessandria, e l'altro per la Tebaide) e operavano come dei viceré che controllavano gli strateghi a capo dei nomi.

## Impero bizantino
Nell'Impero bizantino la carica di stratego indicava prima il capo di un reggimento imperiale e poi, a partire dal VII secolo, l'amministratore di un thema che generalmente era la regione assegnata al reggimento. Il termine "thema" (in greco antico θέμα; al plurale θέματα, thémata) designava le circoscrizioni che furono create nel VII secolo per opera dell'imperatore bizantino Eraclio I al fine di rinnovare l'assetto amministrativo e territoriale di tutto l'impero. Lo stratego deteneva il potere civile e militare nell'ambito del thema. Il termine monostratego indicava uno stratego che aveva la sua autorità su più thema e sui loro strateghi. La carica, che era una delle più importanti dell'impero, venne abolita nel 1204, con l'arrivo dei crociati.

## Grecia moderna
Nell'Esercito greco il grado di strategos è attualmente il più alto grado della gerarchia militare e viene assegnato al capo di stato maggiore delle forze armate greche se proveniente dall'esercito. Il grado superiore a quello di strategos era quello di stratarca (Στρατάρχης) equivalente a feldmaresciallo o generale dell'Esercito, che è stato usato storicamente, ma non è più esistente. Venne inizialmente assegnato a re Costantino I per il suo comando nelle guerre balcaniche e poi ripristinato nel 1939 per re Giorgio e i suoi successori fino all'abolizione della monarchia nel 1974. L'unico ufficiale a essere stato insignito di tale grado fu il generale Alexander Papagos il 28 ottobre 1949 come riconoscimento dei suoi servizi durante l'invasione italiana della Grecia nel corso della seconda guerra mondiale e nella guerra civile greca. Anche il grado di Stratigos durante la monarchia era riservato ai membri della famiglia reale ellenica; anche in questo caso l'unico ufficiale a conseguire questo grado fu nel 1947 Alexander Papagos. 
Nella gerarchia militare dell'esercito greco i gradi degli ufficiali generali inferiori a strategos sono antistrátigos e ypostrátigos, tradotti letteralmente con "vicestratego" e "sottostratego" e corrispondenti a tenente generale e maggior generale, e tassiarco (taxíarchos), grado corrispondente a brigadier generale, che venne istituito con decreto reale del 5 giugno 1946 con relativa mostrina stabilita sempre nel 1946.

### Distintivi di grado dell'Esercito greco
Ufficiali generali dell'Esercito greco dal 1975
| Codice NATO | OF-10           | OF-9                | OF-8                        | OF-7                      | OF-6                 |
| ----------- | --------------- | ------------------- | --------------------------- | ------------------------- | -------------------- |
| Grecia      | non equivalente |                     |                             |                           |                      |
| Grecia      | non equivalente | Στρατηγός Stratigos | Αντιστράτηγος Antistratigos | Υποστράτηγος Ypostratigos | Ταξίαρχος Taxiarchos |

Ufficiali generali dell'Esercito greco durante la monarchia 1965-1975
| Codice NATO            | OF-10               | OF-9                        | OF-8                      | OF-7                 | OF-6 |
| ---------------------- | ------------------- | --------------------------- | ------------------------- | -------------------- | ---- |
| Grecia                 |                     |                             |                           |                      |      |
| Στρατάρχης Stratarchis | Στρατηγός Stratigos | Αντιστράτηγος Antistratigos | Υποστράτηγος Ypostratigos | Ταξίαρχος Taxiarchos |      |

Ufficiali generali dell'Esercito greco durante la monarchia 1959-1965
| Codice NATO            | OF-10               | OF-9                        | OF-8                      | OF-7                 | OF-6 |
| ---------------------- | ------------------- | --------------------------- | ------------------------- | -------------------- | ---- |
| Grecia                 |                     |                             |                           |                      |      |
| Στρατάρχης Stratarchis | Στρατηγός Stratigos | Αντιστράτηγος Antistratigos | Υποστράτηγος Ypostratigos | Ταξίαρχος Taxiarchos |      |

Ufficiali generali dell'Esercito greco durante la monarchia 1946-1959
| Codice NATO            | OF-10               | OF-9                        | OF-8                      | OF-7                 | OF-6 |
| ---------------------- | ------------------- | --------------------------- | ------------------------- | -------------------- | ---- |
| Grecia                 |                     |                             |                           |                      |      |
| Στρατάρχης Stratarchis | Στρατηγός Stratigos | Αντιστράτηγος Antistratigos | Υποστράτηγος Ypostratigos | Ταξίαρχος Taxiarchos |      |

Ufficiali generali dell'Esercito greco durante la monarchia 1937-1946
| Codice NATO | OF-10                  | OF-9                | OF-8                        | OF-7                      | OF-6            |
| ----------- | ---------------------- | ------------------- | --------------------------- | ------------------------- | --------------- |
| Grecia      |                        |                     |                             |                           | non equivalente |
| Grecia      | Στρατάρχης Stratarchis | Στρατηγός Stratigos | Αντιστράτηγος Antistratigos | Υποστράτηγος Ypostratigos | non equivalente |